# Limassol Arena
Die Limassol Arena (griechisch Αρένα Λεμεσού, durch Namenssponsoring Alphamega Stadium, Eigenschreibweise: αλφαµέγα Stadium) ist ein Fußballstadion in der zyprischen Gemeinde Kolossi im Bezirk Limassol. Es liegt direkt an der Autobahn A6. Die Arena ist Heimspielstätte der Fußballvereine Apollon Limassol, AEL Limassol und Aris Limassol und ist in die UEFA-Stadionkategorie 4 eingestuft. Dies lässt auch internationale Partien zu. Es ersetzte das Tsirio-Stadion mit Leichtathletikanlage von 1975, das nicht mehr den modernen Anforderungen entspricht.

## Geschichte
Die Pläne für einen Stadionneubau reichen bis in das Ende des 20. Jahrhunderts zurück, als staatliche Behörden das Land für den Bau der Arena übergaben. Aris und AEL planten auf dem Gelände den Bau eines gemeinsamen Stadions. Mit dem Entwurf wurde das Architekturbüro von Petros Kontaridis (Kontaridis Architects-Engineers) betraut. Das erste Konzept wurde 2011 veröffentlicht. Apollon plante seinerseits ein eigenes Stadion, doch nach einer Finanzkrise 2013 schloss man sich Aris und AEL an. Die Clubs beschlossen, kleinere Änderungen am architektonischen Konzept vorzunehmen. Um den Komfort und das Platzangebot im Stadion zu verbessern, wurde die geplante Platzanzahl von 12.600 auf 10.300 gesenkt.
Steigende Kosten erschwerten es den drei Partnern die Finanzierung zu stemmen. Letztendlich investierte der Staat durch die Cyprus Sports Organisation (CSO) in den Bau. Die Europäische Kommission wertete dies als unerlaubte staatliche Beihilfe, da es ein mit Staatsgeldern gebautes Stadion in Privatbesitz (die Vereine) wäre. Nachdem das Gelände für die Errichtung an die CSO überging, waren die formellen Hindernisse ausgeräumt. 2017 wurde das endgültige Architekturkonzept vorgestellt, welches aber wenig vom bisherigen Entwurf abwich. Für den Bau wurde ein Konsortium aus der Cyfield Group und Miltiades Neophytou als Hauptauftragnehmer ausgewählt. Die Vertragsunterzeichnung fand im Januar 2019 statt. Bis Mitte 2021 sollte der Neubau fertiggestellt werden.
Das Stadion mit rechteckigem Grundriss und abgerundeten Ecken verfügt über einen umlaufenden, überdachten Tribünenring. Das mit Wellblech gedeckte Dach und die beleuchtbare Fassade (Farbe je nach Verein) werden durch neun breite Glasstreifen unterbrochen. Über den Sitzplätzen auf der Haupttribüne befinden sich die Logen. Dort ist das Dach leicht erhöht. Die Strahler des Flutlichts sind am Dachrand montiert. Auf den Rängen sind graue Kunststoffsitze verteilt. In der Nordost-Ecke unter dem Dach ist ein Videobildschirm aufgehängt. Auch für behinderte Besucher stehen spezielle Plätze zur Verfügung. Im Inneren ist die Limassol Arena des Weiteren mit einem Konferenzraum, einem Fernsehstudio sowie Läden, Bars und Restaurants ausgestattet. Um das Stadion wurden Parkplatzflächen und Trainingsplätze mit Flutlicht angelegt.
Die Fertigstellung dauerte mehr als ein Jahr länger als veranschlagt. Die Baukosten waren ursprünglich auf 31,333 Mio. Euro veranschlagt. Die Fußballarena war zunächst als Limassol Arena bekannt. Im März 2022 wurde bekannt, dass die Supermarktkette Alphamega Namensgeber des Stadions wird. Im April 2022 lagen die Kosten bei 45,22 Mio. Euro inklusive Mehrwertsteuer. Neben dem Stadionbau werden auch Straßenbauarbeiten durchgeführt. Dazu zählten die Ausbesserung der Spyros-Kyprianou-Avenue und der Tassos-Isaak-Straße, das Anlegen von drei Kreisverkehren und der Bau von vier An- und Abfahrten zwischen der A6 und dem Stadion. Die Arbeiten dauern seit März 2022 an und sollen bis zum Oktober 2023, in drei Phasen mit Kosten von 9,09 Mio. Euro, abgeschlossen werden.
Am 25. November 2022 wurde die neue Heimat der drei Vereine vom zyprischen Präsidenten Nikos Anastasiadis eröffnet. Am 15. Dezember 2022 wurde das erste Spiel im Alphamega Stadium statt. Apollon traf am 15. Spieltag der First Division 2022/23 auf Doxa Katokopia (1:0). Das Siegtor für Apollon erzielte Khaled Adénon durch ein Eigentor.
Der Paphos FC trägt seine Heimspiele in der UEFA Conference League 2024/25, statt im heimischen Stelios-Kyriakides-Stadion, im Alphamega Stadium in Limassol aus.